# Верт-ан-дер-Ізар
Верт-ан-дер-Ізар (нім. Wörth an der Isar) — громада в Німеччині, знаходиться в землі Баварія. Підпорядковується адміністративному округу Нижня Баварія. Входить до складу району Ландсгут. Центр об'єднання громад Верт.
Площа — 4,84 км2. Населення становить 3015 ос. (станом на 31 грудня 2020).